# 하이바오
하이바오(海宝)는 2010년 10월 31일에 골라진 중화인민공화국 상하이 시의 마스코트로 중국어로 "바다의 보석"이란 뜻을 담고 있다. 하이바오는 2007년 12월 18일 세계 엑스포에서 중화민국의 디자이너인 우용지엔이 처음 그렸으며 한자 人(사람 인)을 본따 그려졌다.